# The Killing Fields (album)
The Killing Fields – album Mike’a Oldfielda wydany w roku 1984, będący ścieżką dźwiękową do filmu Pola śmierci Rolanda Joffe.
Muzyka na płycie jest tak naprawdę niewielką częścią napisanej przez Oldfielda ścieżki. W samym filmie muzyka została umieszczona w sposób zupełnie odbiegający od wizji muzyka.
Muzyka była nominowana do nagrody BAFTA oraz Złotego Globu w kategorii ścieżka dźwiękowa do filmu w 1984 roku.
Miniatura Étude to aranżacja utworu Francisco Tarrega pod tytułem „Recuerdos de la Alhambra”.

## Lista utworów
1. „Pran's Theme” – 0:44
2. „Requiem for a City” – 2:11
3. „Evacuation” – 5:14
4. „Pran's Theme 2” – 1:41
5. „Capture” – 2:24
6. „Execution” – 4:47
7. „Bad News” – 1:14
8. „Pran's Departure” – 2:08
9. „Worksite” – 1:16
10. „The Year Zero” – 0:28 (David Bedford)
11. „Blood Sucking” – 1:19
12. „The Year Zero 2” – 0:37
13. „Pran's Escape / The Killing Fields” – 3:17
14. „The Trek” – 2:02
15. „The Boy's Burial / Pran Sees The Red Cross” – 2:24
16. „Good News” – 1:46
17. „Étude” – 4:37